# 波斯尼亚和黑塞哥维那工人共产党
波斯尼亚和黑塞哥维那工人共产党，简称波黑工共（RKP-BiH），是波斯尼亚和黑塞哥维那的一个共产主义政党。该党成立于2000年。它的意识形态是共产主义、卢森堡主义、南斯拉夫主义、反民族主义。它的政治立场是左翼至极左翼。它的领导人是戈兰·马尔科维奇。总部位于萨拉热窝。